# Türje megállóhely
Türje megállóhely egy Zala vármegyei vasúti megállóhely, melyet a MÁV üzemeltet Türje településen.
A község belterületének északi szélén található, közvetlenül a Bögötére vezető 7355-ös út vasúti keresztezése mellett, közúti elérését is az az út biztosítja.

## Vasútvonalak
A megállóhelyet az alábbi vasútvonalak érintik:
- Boba–Bajánsenye-vasútvonal

## Kapcsolódó állomások
A megállühelyhez az alábbi állomások vannak a legközelebb:
- Dabronc megállóhely (Boba–Bajánsenye-vasútvonal)
- Zalabér-Batyk vasútállomás (Boba–Bajánsenye-vasútvonal)

## Forgalom
| Járat        | Útvonal | Gyakoriság |
| ------------ | --- | ---------- |
| személyvonat | Zalaegerszeg – Zalaszentiván – Kemendollár – Pókaszepetk – Pakod – Zalabér-Batyk – Türje – Dabronc – Ukk – Rigács – Nemeskeresztúr – Jánosháza – Kemenespálfa – Boba – Nemeskocs – Celldömölk (napi 1 tovább Szombathely felé) | 2 óránként |